# Гарматний провулок (Київ)
Гарма́тний прову́лок — зниклий провулок, що існував у Жовтневому, нині Солом'янському районі Києва, місцевість Казенні дачі. Пролягав від Виборзької вулиці (тепер - вулиці Олекси Тихого) до вулиці Металістів (тепер - вулиці Михайла Брайчевського).

## Історія
Провулок виник у 1-й третині XX століття під назвою Нова вулиця. Назву Гарматний провулок набув 1955 року. 
Ліквідований 1978 року в зв'язку зі знесенням старої забудови та промисловим будівництвом.